# إثرار ظفاري
إثرار ظفاري (الاسم العلمي: Maytenus dhofarensis)، نوع نبات من فصيلة الحرابية. ويوجد في سلطنة عمان واليمن. إنها شجيرة شوكية متفرعة بشكل معقد أو شجرة صغيرة ذات أوراق مرتبة بالتناوب أو متجمعة على براعم قصيرة. الزهور لها بتلات بيضاء أو قشدية والفاكهة أرجوانية أو حمراء. مهددة بفقدان موائلها.